# Ian Christe
Ian Christe (* 1970 in Biel/Bienne, Schweiz) ist ein englischsprachiger Musikjournalist, Autor von Sachbüchern zum Thema Heavy Metal und Verleger.

## Leben
Christe wurde in der Schweiz geboren. 1973 zog er mit seiner Familie in den US-Bundesstaat Ohio, seine Eltern ließen sich wenig später scheiden. Christe wuchs bei seiner Mutter auf, die bei der Regierung arbeitete, weshalb er alle zwei bis drei Jahre umzog, unter anderem 1980 auch nach Deutschland. Im Alter von 13 Jahren lebte er in Seneca Falls und hatte dort zwei Jahre lang beim Collegeradio WEOS seine erste eigene Radiosendung. 
Nach seinem Umzug nach Indiana, stellte er fest, dass es in diesem Staat weder Radiosender gab, die Heavy Metal spielten, noch gab es Auftritte von Bands dieses Genres. So begann Christe 1985 mit Tape-Trading und gründete ein Fanzine mit dem Namen Ians Magazine. Nach seinem College-Abschluss im Jahr 1992 begann er, seinen Lebensunterhalt als Journalist für das Technologie-Magazin Wired zu verdienen. Als Metal-Fan schrieb er zudem Artikel für Magazine wie Spin, Revolver, CMJ oder Metal Maniacs. Ende der 1990er Jahre beschloss er, einen geschichtlichen Abriss über den Heavy Metal zu verfassen. Unterstützt wurde er dabei von bekannten Musikern der Szene wie Jeff Becerra (ex-Possessed). Das Buch erschien 2003 unter dem Originaltitel Sound of the Beast. The Complete Headbanging History of Heavy Metal. 2007 gründete Christe den Verlag Bazillion Points Publishing, der sich auf Sachbücher und Biografien aus dem Bereich des Metal spezialisierte.
Neben seiner Tätigkeit als Autor spielt Christe in verschiedenen Bands. Mit Grouse Mountain Skyride veröffentlichte er 1993 eine selbstbetitelte EP, mit dem Lied Smokin’ Husks seiner Band Dark Noerd war er 1997 auf dem Soundtrack zum Film Gummo vertreten. Das gemeinsam mit dem Ambient-Musiker Fritz Welch betriebene Elektronik-Projekt Wi77!N6 veröffentlichte 2007 sein Debütalbum.

## Schriften
- Sound of the Beast. The Complete Headbanging History of Heavy Metal. HarperCollins Publishers, New York 2003.
- Everybody Wants Some: The Van Halen Saga. John Wiley & Sons, 2007.

## Diskografie
- Grouse Mountain Skyride: Grouse Mountain Skyride. EP (1993)
- Dark Noerd: The Beholder. EP (Flapping Jet Records; 2001)
- Wi77!N6: Brotherhood of the Backwards Handshake (Evolving Ear; 2007)